# Lijst van Nederlandse deelnemers aan de Paralympische Zomerspelen 2004
Deze lijst van Nederlandse deelnemers aan de Paralympische Zomerspelen 2004 in Athene geeft een overzicht van de sporters die zich hebben gekwalificeerd voor de Spelen.
| Paralympiër                    | Sport        | Onderdeel                                                                                                | Ervaring   |
| ------------------------------ | ------------ | --- | ---------- |
| Willem Noorduin                | Atletiek     | Kogelstoten klasse F36 Discus Werpen Klasse F36                                                          | 5de Spelen |
| Kenny van Weeghel              | Atletiek     | 100 m Klasse T54 200 m Klasse T54 400 m Klasse T54                                                       | 2de Spelen |
| Micha Janse                    | Atletiek     | 800 m Klasse T37 1500 m Klasse T37                                                                       | 2de Spelen |
| Albert van der Mee             | Atletiek     | Kogelstoten Klasse F13 Speerwerpen Klasse F12 Discuswerpen Klasse F12                                    | 2de Spelen |
| Pieter Gruijters               | Atletiek     | Kogelstoten Klasse F56 Speerwerpen Klasse F55-56 Vijfkamp Klasse 54-58                                   | Debutant   |
| Henk Jansen                    | Atletiek     | Kogelstoten Klasse F58 Speerwerpen Klasse F58 Discuswerpen Klasse 58                                     | 2de Spelen |
| Jos van der Donk               | Atletiek     | Speerwerpen Klasse F42                                                                                   | 3de Spelen |
| Annette Roozen                 | Atletiek     | Verspringen Klasse F42                                                                                   | Debutant   |
| Marije Smits                   | Atletiek     | Verspringen Klasse F42                                                                                   | Debutant   |
| Petra Garnier                  | Basketbal    | Dames | 2de Spelen |
| Chèr Korver                    | Basketbal    | Dames | 2de Spelen |
| Gertjan van der Linden         | Basketbal    | Heren | 7de Spelen |
| Roos Oosterbaan                | Basketbal    | Dames | Debutant   |
| Fleur Pieterse                 | Basketbal    | Dames | Debutant   |
| Carina Versloot                | Basketbal    | Dames | Debutant   |
| Asjousja Ibrahimi              | Basketbal    | Dames | Debutant   |
| Jennette Jansen                | Basketbal    | Dames | 4de Spelen |
| Jozima Mosely                  | Basketbal    | Dames | 5de Spelen |
| Ingeborg Tiggelman             | Basketbal    | Dames | 5de Spelen |
| Miranda Wevers                 | Basketbal    | Dames | 2de Spelen |
| Evelyn van Leeuwen             | Basketbal    | Dames | 2de Spelen |
| Jeanine van Veggel             | Basketbal    | Dames | 3de Spelen |
| Wim 't Lam                     | Basketbal    | Heren | 2de Spelen |
| Peter Brandsen                 | Basketbal    | Heren | Debutant   |
| Mustafa Charif Jebari          | Basketbal    | Heren | 3de Spelen |
| Ruud Dettmer                   | Basketbal    | Heren | 3de Spelen |
| Koen Jansens                   | Basketbal    | Heren | 4de Spelen |
| Mario Oosterbosch              | Basketbal    | Heren | 2de Spelen |
| Mete Oztegel                   | Basketbal    | Heren | Debutant   |
| Frank de Goede                 | Basketbal    | Heren | 3de Spelen |
| Anton de Rooij                 | Basketbal    | Heren | 3de Spelen |
| Frans van Breugel              | Basketbal    | Heren | 3de Spelen |
| Kornelis van der Werf          | Basketbal    | Heren | 3de Spelen |
| Stephan Lokhoff                | CP-voetbal   | Heren | 2de Spelen |
| Thieu van Son                  | CP-voetbal   | Heren | 2de Spelen |
| Martijn van de Ven             | CP-voetbal   | Heren | Debutant   |
| Jeroen Voogd                   | CP-voetbal   | Heren | Debutant   |
| Bart Adelaars                  | CP-voetbal   | Heren | Debutant   |
| Patrick Beekmans               | CP-voetbal   | Heren | 2de Spelen |
| Nico Berlee                    | CP-voetbal   | Heren | Debutant   |
| David Tetelepta                | CP-voetbal   | Heren | Debutant   |
| Ruben de Haas                  | CP-voetbal   | Heren | Debutant   |
| Milo de Wit                    | CP-voetbal   | Heren | 2de Spelen |
| Rudy van Breemen               | CP-voetbal   | Heren | 3de Spelen |
| Richard van den Born           | CP-voetbal   | Heren | Debutant   |
| Anneke Berkhout                | Goalball     | Dames | 2de Spelen |
| Marianne Huijben               | Goalball     | Dames | 2de Spelen |
| Christa Schrooten              | Goalball     | Dames | 2de Spelen |
| Nancy Sier                     | Goalball     | Dames | 2de Spelen |
| Jolanda van Wijk Knuman        | Goalball     | Dames | Debutant   |
| Carla van der Weide Burgmeijer | Goalball     | Dames | Debutant   |
| Joop Stokkel                   | Paardensport | Graad II                                                                                                 | 5de Spelen |
| Gert Bolmer                    | Paardensport | Graad II                                                                                                 | 2de Spelen |
| Sjerstin Vermeulen             | Paardensport | Graad IV                                                                                                 | 3de Spelen |
| Jolanda Paardekam              | Tafeltennis  | Klasse 3                                                                                                 | 5de Spelen |
| Nico Blok                      | Tafeltennis  | Klasse 6                                                                                                 | 2de Spelen |
| Harold Kersten                 | Tafeltennis  | Klasse 6                                                                                                 | 5de Spelen |
| Tonnie Heijnen                 | Tafeltennis  | Klasse 9                                                                                                 | Debutant   |
| Gerben Last                    | Tafeltennis  | Klasse 9                                                                                                 | Debutant   |
| Robin Ammerlaan                | Tennis       | Heren | 2de Spelen |
| Esther Vergeer                 | Tennis       | Dames | 2de Spelen |
| Sonja Peters                   | Tennis       | Dames | 2de Spelen |
| Eric Stuurman                  | Tennis       | Heren | 3de Spelen |
| Maaike Smit                    | Tennis       | Dames | 2de Spelen |
| Jiske Griffioen                | Tennis       | Dames | 2de Spelen |
| Bas van Erp                    | Tennis       | Gemengd                                                                                                  | Debutant   |
| Monique de Beer                | Tennis       | Gemengd                                                                                                  | Debutant   |
| Aletta Adema Slagter           | Volleybal    | Dames | Debutant   |
| Monique Bons                   | Volleybal    | Dames | Debutant   |
| Karin Harmsen                  | Volleybal    | Dames | Debutant   |
| Paula List                     | Volleybal    | Dames | Debutant   |
| Maria Poiesz                   | Volleybal    | Dames | Debutant   |
| Marijke Roest                  | Volleybal    | Dames | Debutant   |
| Jolanda Slenter                | Volleybal    | Dames | Debutant   |
| Alberta Ten Thije              | Volleybal    | Dames | Debutant   |
| Els Verwer                     | Volleybal    | Dames | Debutant   |
| Petra Westerhof                | Volleybal    | Dames | Debutant   |
| Anneke den Haan                | Volleybal    | Dames | Debutant   |
| Djoke van Marum                | Volleybal    | Dames | Debutant   |
| Jan Mulder                     | Wielersport  | Achtervolging Klasse B1-3 wegwedstrijd/tijdrit Klasse B1-3                                               | 4de Spelen |
| Pascal Schoots                 | Wielersport  | Achtervolging Klasse B1-3                                                                                | 3de Spelen |
| Bart Boom                      | Wielersport  | wegwedstrijd/tijdrit Klasse B1-3                                                                         | Debutant   |
| Johan Reekers                  | Wielersport  | wegwedstrijd Klasse HC Div B/C weg tijdrit Klasse HC Div B/C                                             | 7de Spelen |
| Cefas Bouman                   | Wielersport  | wegwedstrijd Klasse HC Div B/C weg tijdrit Klasse HC Div B/C                                             | Debutant   |
| Thierry Schmitter              | Zeilen       | 2.4mR | Debutant   |
| Mischa Rossen                  | Zeilen       | Sonar | 2de Spelen |
| Marcel van de Veen             | Zeilen       | Sonar | Debutant   |
| Udo Hessels                    | Zeilen       | Sonar | 3de Spelen |
| Gert-Jan Schep                 | Zwemmen      | 50 m Vrije Slag Klasse S8 100 m Rugslag Klasse S8 100 m Vrije Slag Klasse S8 200 m Wisselslag Klasse SM8 | Debutant   |
| Pernille Thomsen               | Zwemmen      | 50 m Vrije Slag Klasse S8 100 m Rugslag Klasse S8 100 m Vrije Slag Klasse S8                             | Debutant   |
| Chantal Boonacker              | Zwemmen      | 50 m Vrije Slag Klasse S8 100 m Rugslag Klasse S8 100 m Vrije Slag Klasse S8 400 m Vrije Slag Klasse S8  | 2de Spelen |
| Mike van der Zanden            | Zwemmen      | 50 m Vrije Slag Klasse S10 100 m Vrije Slag Klasse S10 400 m Vrije Slag Klasse S10                       | Debutant   |
| Marion Nijhof                  | Zwemmen      | 50 m Vrije Slag Klasse S11 100 m Rugslag S11 100 m Vrije Slag Klasse S11 200 m Wisselslag Klasse SM11    | 2de Spelen |
| Kasper Engel                   | Zwemmen      | 100 m Rugslag Klasse S6 100 m Schoolslag Klasse SB5                                                      | 3de Spelen |
| Joost de Hoogh                 | Zwemmen      | 100 m Rugslag Klasse S10 200 m Wisselslag Klasse SM10 400 m Wisselslag Klasse SM10                       | 3de Spelen |